# Solec-Zdrój
Solec-Zdrój ([sɔlɛt͡s zdrui̯]) es un pueblo en el powiat de Busko, Voivodato de Świętokrzyskie, en el centro-sur de Polonia. Es la sede de la gmina (distrito administrativo) llamada Gmina Solec-Zdrój. Se encuentra en el río Rzoska en la histórica Pequeña Polonia, aproximadamente a 17 kilómetros al sureste de Busko-Zdrój y 61 km al sur de la capital regional, Kielce. El pueblo tiene una población aproximada de 900 habitantes y hasta 1974, su nombre oficial era Solec.
Las primeras menciones documentadas de Solec provienen de la primera mitad del siglo XIV, y su nombre proviene de los depósitos de sal, que se descubrieron en los alrededores del pueblo. En el siglo XV, ya era la sede de una parroquia católica, que incluía otras seis aldeas. A principios del siglo XVI, Solec, que había sido propiedad de la familia Tarnowski, fue comprada por la familia Zborowski. En el mismo período, la aldea fue quemada en una incursión tártara de Crimea en la Pequeña Polonia, y sus residentes fueron asesinados o secuestrados. Solec se recuperó lentamente, para ser saqueado y quemado de nuevo en la catastrófica invasión sueca de Polonia. Después de las guerras suecas, el pueblo dejó de existir por algún tiempo.
A fines del siglo XVIII y principios del siglo XIX, Solec surgió como un centro local de producción de sal.  En 1815 un ingeniero llamado Becker encontró aquí ricos depósitos de agua mineral. Poco después, el propietario del pueblo, Walery Wieloglowski decidió abrir aquí un balneario, que ofrecía baños curativos. Sin embargo, tras el levantamiento fallido de noviembre, los rusos obligaron a Wieloglowski a abandonar Solec y emigrar. El nuevo propietario del pueblo, Karol Godeffroy decidió mantener el balneario, la construcción de baños de madera, una casa de huéspedes y una casa de agua mineral. En 1837, Solec recibió oficialmente el estatus de ciudad balneario, después de lo cual se abrieron un hospital, un hotel, casas públicas, un parque y varias otras instalaciones. El pueblo creció rápidamente y, a principios del siglo XX, fue comprado por los hermanos Romuald y Wlodzimierz Daniewski. Modernizaron Solec, convirtiéndolo en una ciudad balneario de moda, que en la Segunda República Polaca atrajo a varios invitados notables, como Ignacy Jan Paderewski, Eugeniusz Kwiatkowski, la cantante de ópera Wanda Werminska o el actor Aleksander Zelwerowicz. En 1921, varias casas de baño de madera ardieron en un incendio y, a fines de la década de 1920, fueron reemplazadas por un nuevo complejo clasicista.
Después de la Segunda Guerra Mundial, el gobierno comunista de la República Popular de Polonia nacionalizó por la fuerza el spa, fusionándolo con otra ciudad local, Busko Zdroj, y creando una compañía llamada Uzdrowisko Busko-Solec. Después de 1989, los propietarios legítimos lograron recuperar su propiedad, y desde 2000, el balneario era propiedad de las familias Daniewski y Dzianotta. Actualmente, hay 400 camas para pacientes, y el balneario trata el reumatismo, la osteoartritis, las alergias y la dermatitis. Además, Solec Zdroj es el punto de partida de una ruta turística roja, que lleva a Busko Zdroj, y una parada a lo largo del camino verde de Wislica a Grochowiska. Además del balneario en sí, el pueblo tiene la iglesia de San Nicolás, que fue mencionada por primera vez en 1326. También hay varias casas y villas de principios del siglo XX.